# Enicospilus flatus
Enicospilus flatus är en stekelart som beskrevs av Chiu 1954. Enicospilus flatus ingår i släktet Enicospilus och familjen brokparasitsteklar. Inga underarter finns listade i Catalogue of Life.